# Physochlaina
Genre
Physochlaina est un genre de plantes de la famille des Solanaceae.

## Liste d'espèces

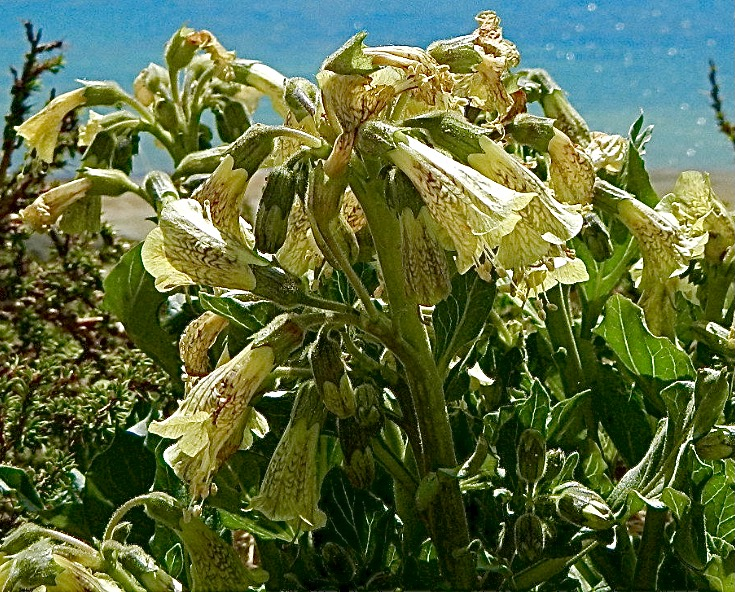
Physochlaina praealta

Selon NCBI (25 mars 2012) :
- Physochlaina infundibularis
- Physochlaina orientalis
- Physochlaina physaloides
- Physochlaina praealta